# Anžejs Pasečņiks
Anžejs Pasečņiks, né le 20 décembre 1995 à Riga en Lettonie, est un joueur letton de basket-ball évoluant au poste de pivot et mesurant 2,16 m.

## Biographie
Il fait ses débuts professionnels en 2012 avec le VEF Riga.
En août 2015, Pasečņiks signe un contrat avec le CB Gran Canaria, mais débute avec l'équipe réserve. 
Pasečņiks fait partie de l'équipe-type des meilleurs jeunes du championnat espagnol lors de la saison 2016-2017 avec le meilleur jeune de la saison, le Slovène Luka Dončić, l'Espagnol Alberto Abalde, le Bulgaro-Chypriote Aleksandar Vezenkov et le Letton Rolands Šmits,.
Pasečņiks est drafté en 2017 par le Magic d'Orlando en 25e position. Il est immédiatement envoyé aux 76ers de Philadelphie qui récupèrent ses droits en échange d'un futur choix de premier tour et de plusieurs choix de second tour.
Le 16 octobre 2019, les 76ers de Philadelphie renoncent à ses droits et ce sont les Wizards de Washington qui les récupèrent. Il commence la saison en NBA G League sous le maillot du Go-Go de Capital City.
Après 12 matchs de G League, le 17 décembre 2019, il signe un contrat two-way avec les Wizards de Washington. Le 12 janvier 2020, son contrat est converti en un contrat standard. Pasečņiks est licencié le 17 janvier 2021.
En novembre 2021, il s'engage avec le Real Betis en Liga ACB.
En novembre 2022, Pasečņiks rejoint les Metropolitans 92, en championnat de France. Il pallie, jusqu'à la fin de la saison, l'absence sur blessure d'Ibrahima Fall Faye. Il est libéré le 16 février 2023 et retourne peu après au Betis Séville, avec un contrat jusqu'à la fin de la saison en cours.
En août 2024, Pasečņiks s'engage avec les Bucks de Milwaukee en NBA avec un two-way contract. Il est licencié en octobre 2024.